# Nuż wy, bielscy panowie
Nuż wy, bielscy panowie (Nuż wy, dębscy panowie) – polska pieśń bożonarodzeniowa z XV wieku.
Pieśń zachowała się w dwóch wersjach:
1. Nuż wy, bielscy panowie, / Panny, panie, żaczkowie – zapis z końca XV w.
2. Nuż wy, dębscy panowie, / Panny, panie i wdowy – zapis z lat 20. lub 30. XVI w.

Obie wersje stanowią zapisy radosnych pieśni bożonarodzeniowych krążących w przekazach ustnych i bliskich poetyce śpiewów ludowych. Określenia bielscy, dębscy pochodzą prawdopodobnie od miejscowości, w których wykonywane były poszczególne wersje pieśni. W obu zapisach tekst polski poprzedzony jest zwrotkami łacińskimi. Pieśni były prawdopodobnie składnikiem widowisk bożonarodzeniowych. Strofy po łacinie oraz zwroty do żaczków, żaków wskazują, że widowiska mogły być odgrywane w środowisku szkolnym.
Pierwsza wersja pieśni składa się z dwóch strof polskojęzycznych, w których po czterech wersach ułożonych siedmiozgłoskowcem (z rymami aabb) znajduje się pięciozgłoskowy refren „Iż się narodził”. Wersja druga zbudowana jest z trzech strof o takiej samej budowie. Obie wersje zachęcają adresatów pieśni do oddawania chwały nowo narodzonemu Bogu za to, że zechciał zstąpić na ziemię.